# سامسونگ گلکسی آ۷۱
سامسونگ گلکسی آ۷۱ (به انگلیسی: Samsung Galaxy A71) یک تلفن هوشمند مبتنی بر اندروید است که توسط شرکت سامسونگ تولید و عرضه می‌شود. این گوشی جزء میان‌رده‌های سری آ سامسونگ است.
آ۷۱ با کدهای SM-A715F/DS, SM-A715F/DSN و SM-A715F/DSM عرضه می‌شود.
ارتقاهای کلیدی این گوشی نسبت به سامسونگ گلکسی آ۷۰ در ارائه با سیستم‌عامل بروزتر، پردازنده قوی‌تر و دوربین قوی‌تر است. این گوشی در دسامبر ۲۰۱۹ معرفی و منتشر شد.
این گوشی یک نمایشگر سوپر آمولد پلاس فول اچ‌دی پلاس ۶٫۷ اینچی، دوربین واید ۶۴ مگاپیکسل، دوربین اولترا واید ۱۲ مگاپیکسل، سنسور تشخیص عمق تصویر ۵ مگاپیکسل، دوربین ماکرو ۵ مگاپیکسل، باتری با ظرفیت ۴۵۰۰ میلی‌آمپر و حسگر اثر انگشت اپتیکال (نوری) در زیر صفحه نمایش خود دارد.
نسخه ۵جی استاندارد این گوشی در آوریل ۲۰۲۰ و نسخه ۵جی یودبلیو این گوشی نیز در ژوئیه ۲۰۲۰ عرضه شد.

## تاریخچه
سامسونگ گلکسی A71 در دسامبر ۲۰۱۹ به همراه گلکسی A51 معرفی و عرضه شد. سامسونگ بعداً در آوریل ۲۰۲۰ از نسخه 5G این گوشی با پردازنده Exynos 980 رونمایی کرد. نسخه 5G با پهنای باند فوق‌العاده بالا و پشتیبانی از mmWave منحصراً در اختیار اپراتور Verizon است.

## مشخصات

### سخت‌افزار
گلکسی A71 دارای صفحه نمایش ۶٫۷ اینچی Super AMOLED Plus Infinity O با وضوح FHD+ 1080x2400 با نسبت تصویر ۲۰:۹ و تراکم پیکسلی حدود 393 ppi با محافظ Corning Gorilla Glass 3 است. ابعاد خود گوشی ۱۶۳٫۶ میلی‌متر (۶٫۴۴ اینچ) در ۷۶ میلی‌متر (۳٫۰ اینچ) در ۷٫۷ میلی‌متر (۰٫۳۰ اینچ) و وزن آن ۱۷۹ گرم (۶٫۳ اونس) است، در حالی که مدل 5G آن ابعاد ۱۶۲٫۵ میلی‌متر (۶٫۴۰ اینچ) در ۷۵٫۵ میلی‌متر (۲٫۹۷ اینچ) در ۸٫۱ میلی‌متر (۰٫۳۲ اینچ) و وزن آن ۱۸۵ گرم (۶٫۵ اونس) دارد. این گوشی از تراشه هشت هسته‌ای کوالکام اسنپدراگون ۷۳۰ (۸ نانومتری) (۲ هسته ۲٫۲ گیگاهرتزی Kryo 470 Gold و ۶ هسته ۱٫۸ گیگاهرتزی Kryo 470 Silver) و پردازنده گرافیکی Adreno 618 بهره می‌برد. پردازنده گرافیکی (GPU). مدل 5G از پردازنده هشت هسته‌ای Exynos 980 (8 نانومتری) (۲ هسته ۲٫۲ گیگاهرتزی Cortex-A77 و ۶ هسته ۱٫۸ گیگاهرتزی Cortex-A55) در کنار پردازنده گرافیکی Mali -G76 MP5 بهره می‌برد و مدل 5G UW از پردازنده هشت هسته‌ای Qualcomm Snapdragon 765G (7 نانومتری) (۱ هسته ۲٫۴ گیگاهرتزی Kryo 475 Prime و ۱ هسته ۲٫۲ گیگاهرتزی Kryo 475 Gold و ۶ هسته ۱٫۸ گیگاهرتزی Kryo 475 Silver) و پردازنده گرافیکی Adreno 620 بهره می‌برد. این گوشی با رم ۶ یا ۸ گیگابایتی و همچنین حافظه داخلی ۱۲۸ گیگابایتی عرضه می‌شود که می‌توان آن را از طریق کارت microSD تا ۵۱۲ گیگابایت افزایش داد. این گوشی دارای یک باتری لیتیوم پلیمری ۴۵۰۰ میلی‌آمپر ساعتی غیرقابل تعویض است که با شارژر فوق سریع ۲۵ واتی شارژ می‌شود. همچنین دارای حسگر اثر انگشت نوری در داخل صفحه نمایش است.

#### دوربین‌ها
سامسونگ گلکسی A71 دارای یک دوربین چهارگانه است که به شکل "L" در گوشه قرار گرفته و دارای یک برآمدگی مستطیلی شبیه به آیفون ۱۱ و پیکسل ۴ است. این مجموعه شامل یک دوربین ۲۰ مگاپیکسلی با زاویه دید عریض، یک دوربین ۲۰ مگاپیکسلی فوق عریض، یک دوربین ۱۰ مگاپیکسلی ماکرو و یک سنسور عمق ۱۰ مگاپیکسلی است. همچنین دارای یک دوربین سلفی ۳۲ مگاپیکسلی است که در یک سوراخ کوچک در جلوی صفحه نمایش قرار دارد. دوربین‌های عقب می‌توانند ویدیو را تا 4K با سرعت ۱۲۰ فریم در ثانیه و همچنین 1080p با سرعت ۱۲۰، ۲۴۰ و ۹۶۰ فریم در ثانیه ضبط کنند. دوربین‌های جلو می‌توانند با کیفیت 1080p با سرعت ۱۲۰ فریم در ثانیه فیلمبرداری کنند. دوربین‌های عقب نیز دارای Super Steady EIS هستند.

### نرم‌افزار
گلکسی A71 با اندروید ۱۰ و رابط کاربری One UI 2 عرضه می‌شد. این گوشی همچنین برای امنیت بیشتر سیستم، از Samsung Knox بهره می‌برد. در حال حاضر، به اندروید ۱۳ با رابط کاربری One UI 5.0 به‌روزرسانی شده است.
در ۱۸ اوت ۲۰۲۰، سامسونگ اعلام کرد که دستگاه‌های خانوادهٔ گلکسی اس، گلکسی نوت، گلکسی تب و دستگاه‌های منتخب خانوادهٔ گلکسی آ، از جمله گلکسی آ۷۱، ۳ سال پشتیبانی نرم‌افزاری و ۴ سال پشتیبانی امنیتی دریافت خواهند کرد. همچنین در یک به‌روزرسانی نرم‌افزاری در تاریخ ۲ دسامبر ۲۰۲۰، این تلفن سیستم‌عامل اندروید ۱۱ را دریافت کرد.
در آخرین ماه ۲۰۲۳ گلکسی آ۷۱ آخرین بروزسانی امنیتی را دریافت کرد و برای همیشه از لیست گوشی‌های تحت پشتیانی نرم‌افزاری سامسونگ حذف شد